# Guatemala ai Giochi della XX Olimpiade
Il Guatemala partecipò ai Giochi della XX Olimpiade che si sono svolti a Monaco di Baviera dal 26 agosto all'11 settembre 1972, con una delegazione di otto atleti impegnati in tre discipline: atletica leggera, tiro e lotta. Portabandiera fu il tiratore Víctor Castellanos, alla sua seconda Olimpiade. Fu la terza partecipazione di questo paese ai Giochi estivi. Non fu conquistata nessuna medaglia.